# ان‌سی‌اس-۳۸۲
ان‌سی‌اس-۳۸۲ (به انگلیسی: NCS-382) با فرمول شیمیایی C۱۳H۱۴O۳ یک ترکیب شیمیایی با شناسه پاب‌کم ۲۳۷۱۴۹۹۴ است. که جرم مولی آن ۲۱۸٫۲۴۸ g/mol می‌باشد. 